# The Alphabet Killer
The Alphabet Killer és un thriller estatunidenc dirigit per Rob Schmidt, estrenat el 2009. Aquesta pel·lícula és basada en una història real. Aquesta pel·lícula va ser rodada a Rochester a l'estat de Nova York.

## Argument
Megan, una jove inspector de policia, és obsessionada per la violació i l'homicidi de la jove Alice Carla Castillo a la ciutat de Churchville. El seu fracàs en trobar l'assassí la porta a una depressió ansiosa. Dos anys més tard, surt d'un asil psiquiàtric com el fantasma d'ella mateixa. Quan l'assassí ataca de nou i mata la petita Wendy Walsh, Megan torna investigant, determinada a dur el culpable davant de la justícia. Ni tan sols la seva depressió psiquiàtrica no li impedeix mantenir-se en la seva missió, una missió que la portarà sobre negres camins sembrats d'al·lucinacions, de perill i de mort…

## Repartiment
- Eliza Dushku: Megan Paige
- Cary Elwes: Kenneth Shine
- Timothy Hutton: Richard Ledge
- Tom Malloy: Stephen Harper
- Michael Ironside: Nathan Norcross
- Bill Moseley: Carl Tanner
- Carl Lumbly: Dr. Ellis Parks